# Karol Surowiecki
Karol Surowiecki (ur. 4 lutego 1754 pod Gnieznem, zm. w 1824 w Miedniewicach) – franciszkanin, apologeta, zagorzały przeciwnik Stanisława Kostki Potockiego i jego dzieła Podróż do Ciemnogrodu.

## Życiorys
Wykształcenie zdobywał w szkołach w Poznaniu. W 1768 roku wstąpił do zakonu franciszkanów. Ponieważ bardziej zainteresowała go działalność zakonu reformatów w 1786 roku zmienił zakon. Początkowo był kaznodzieją w Kaliszu, jednak po dwóch latach przez władze zakonne został przeniesiony do Warszawy. Mając wpływ na wychowanie swojego brata Wawrzyńca, spowodował, że ten poszedł w jego ślady.
Polemizował z wolterianizmem i jakobinizmem. Był też zawziętym antagonistą masonerii. Po publikacji Podróży do Ciemnogrodu Surowiecki wyjątkowo ostro zaatakował Stanisława Kostkę Potockiego oraz jego dzieło. Interwencja biskupów polskich u cara Aleksandra I Romanowa w sprawie publikacji Kostki Potockiego, spowodowała przeniesienie Surowieckiego, zdymisjonowanie Kostki Potockiego ze stanowiska ministra wyznań religijnych i oświecenia publicznego, oraz usunięcie ze stanowiska cenzora księdza Adama Królikiewicza. Zmarł w 1824 roku w Miedniewicach.

## Twórczość
Pisma Surowieckiego wydawane były bezimiennie, często z mylnym podaniem miejsca druku i brakiem daty wydania.
- Python, lipsko-warszawski dyabeł (1792),
- Cygan z gandziarą prawdy,
- Świstek warszawski wyświstany (1820)[3].